# Robert A. Heinlein
Robert Anson Heinlein (Butler, Missouri, 7 de juliol del 1907 - Carmel, Califòrnia, 8 de maig del 1988) fou un escriptor estatunidenc. Escrigué bàsicament novel·les de ciència-ficció. Guanyà el premi Hugo quatre vegades. Probablement els seus escrits més coneguts són els llibres Starship Troopers (1959, premi Hugo), del qual se'n feu una pel·lícula, i Stranger in a Strange Land (1961, premi Hugo). Els altres dos premis Hugo foren per Double Star (1956) i The Moon is a Harsh Mistress (1966). Juntament amb Isaac Asimov i Arthur C. Clarke, se'l considera un dels tres millors autors de ciència-ficció.
De vegades anomenat «degà d'escriptors de ciència-ficció» va escriure obres, de vegades controvertides, que continuen influint en el gènere de la ciència-ficció i, en general, en la cultura moderna.
A finals de la dècada de 1940, Heinlein es va convertir en un dels primers escriptors de ciència-ficció nord-americans a sortir de la pulp per a la seva publicació a revistes principals com The Saturday Evening Post. Els seus escrits van ser èxits publicitaris durant moltes dècades. Com a tal, forma part, amb Isaac Asimov i Arthur C. Clarke, delsa Big Three (Tres grans) escriptors de ciència-ficció en llengua anglesa.
Entre les seves obres més destacables destacar Starship Troopers (1959), Stranger in a Strange Land (1961) i The Moon Is a Harsh Mistress (1966).

## Biografia

### Joventut i inicis

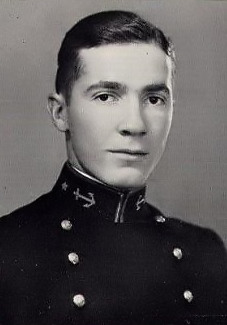
El guardiamarina Heinlein el 1929, a l'Anuari de l'Acadèmia Naval dels Estats Units.

Va néixer a un petit poble de Missouri, al cor de l'Amèrica rural a principis del segle xx, Robert Heinlein va créixer a l'interior «del més fanàtic dels fonamentalismes» del cinturó de la Bíblia (expressió que ell mateix utilitza). Se'n va escapar intel·lectualment a partir dels 13 anys, edat a la qual va llegir Charles Darwin i esdevenir essencialment ateu, i aquesta convicció és visible en la seva obra.
Els seus avantpassats de sisena generació eren d'ascendència alemanya; segons una tradició familiar, els Heinlein haurien participat en totes les guerres dels Estats Units des de la Guerra de la Independència. Ell mateix es va formar a la marina i va cessar les seves activitats literàries mentre servia en l’esforç bèl·lic.
Després d'anar a l'escola secundària de Kansas City, on va tenir com a companya a Sally Rand i va poder estudiar amb Will Durant, va ingressar a l'Acadèmia Naval d'Annapolis, on es va graduar el 1929. Després va servir a la Marina, primer a bord del portaavions USS Lexington (CV-2), sota el comandament d'Ernest J. King, després a bord del destructor USS Roper (DD-147) de la classe Wickes; va assolir el grau de tinent, abans d'haver d'abandonar l'exèrcit arran d’una tuberculosi l'any 1934 per la qual va ser declarat «totalment i definitivament no apte». La seva carrera militar influeix en la seva obra.
Després del seu servei, va estudiar física durant unes setmanes a la Universitat de Califòrnia a Los Angeles (UCLA), després va exercir diverses professions (agent immobiliari, propietari d'una mina de plata, etc) i va entrar en política a Califòrnia en el moviment socialista «Acabar amb la pobresa a Califòrnia» (EPIC) d'Upton Sinclair, sense èxit electoral.

### Carrera d'escriptor
Heinlein publica el seu primer conte de ciència-ficció, Life Line, l'agost de 1939. Explica que aquesta història havia estat escrita originalment per a un concurs amb un premi de cinquanta dòlars, però, jutjant-la molt bé, decideix publicar-la i John W. Campbell el premia amb setanta dòlars per la seva publicació a la revista Analog Science Fiction and Fact.
Durant els dos anys següents, va publicar uns quants contes i n'assegurava la coherència incorporant-los en una Història del futur que elabora per descriure la història de la humanitat des del 1950 fins al 2600. La trama es publica per primera vegada al número de maig de 1941 de la revista Analog Science Fiction and Fact. La nova Solució insatisfactòria també es publica en el mateix número de maig de 1941 de la mateixa revista. En aquest text, Heinlein és un dels primers a abordar les conseqüències geopolítiques de les armes nuclears, un tema que el va obsessionar durant la resta de la seva vida.

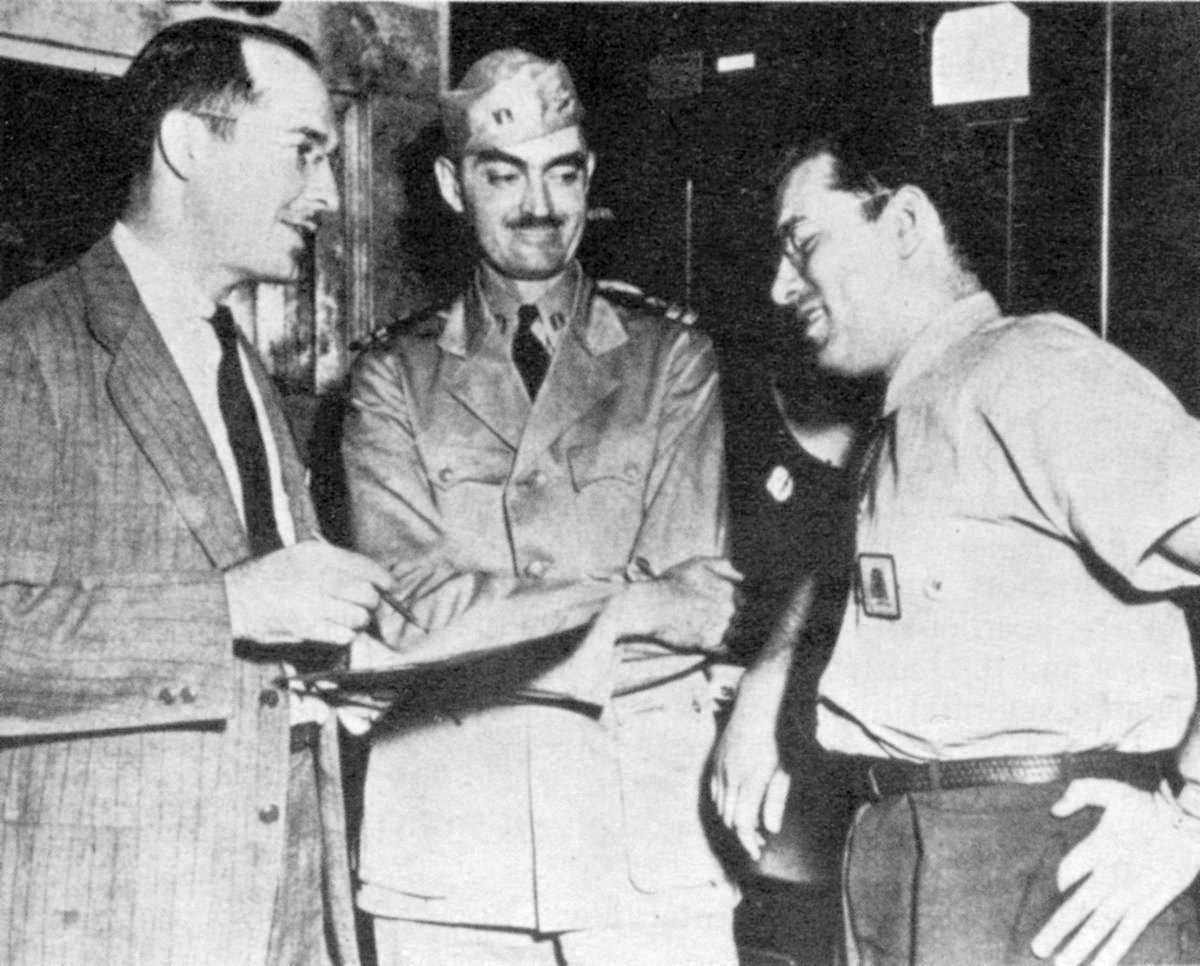
Robert Heinlein, de Camp i Isaac Asimov a la drassana naval de Filadèlfia (1944).

Quan els Estats Units van entrar a la guerra, Heinlein va cessar tota activitat literària i va treballar com a enginyer civil en un laboratori de la Marina. Va portar Isaac Asimov i de Camp. Després de la guerra, va tenir un breu període de militància activa a favor d'un control supranacional de les armes nuclears, viscut només des de la seva ploma.
S'han publicat diverses obres pòstumes: Grumbles From the Grave (1989, recull de correspondència) Take Back Your Government (1992, a partir d'un manual inèdit de 1946), Tramp Royale (1992, diari d'un viatge al voltant del món des de 1954) i For Us The Living (2003, manuscrit trobat d'una primera novel·la del 1938). El 2006 va aparèixer Variable Star, una novel·la composta per Spider Robinson a partir d'una sinopsi dels anys 50, i curiosament escrita amb Spider Robinson i Robert Heinlein.

### Vida privada

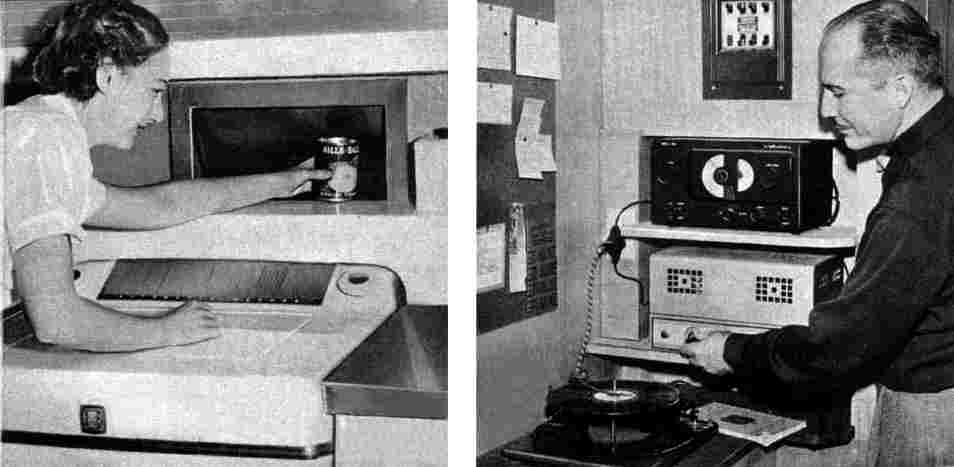
Robert i Virginia Heinlein en un article de Popular Mechanics de 1952, titulat «Una casa per fer la vida fàcil». Els Heinlein, tots dos enginyers, van dissenyar la casa per ells mateixos amb moltes característiques innovadores.

Robert Heinlein es va casar tres vegades: Elinor Leah Curry (1929), Leslyn McDonald (1932-1946) i Virginia Gerstensfeld (1947-1988). No van tenir fills.
El cas de Virgínia («Ginny») és especial. Primer una amiga, va romandre l'esposa d'Heinlein fins a la seva mort. No hi ha dubte que va servir de model per a les determinades i independents heroïnes de Heinlein. Química, atleta consumada, es va ocupar de les proves de coets i tenia un rang superior a la marina que el seu marit. Va morir l'any 2003, als 86 anys. Amb el seu marit, havia construït una «casa del futur», equipada amb totes les innovacions. Asimov també la culpa del canvi de Heinlein a la dreta política (els cònjuges van donar suport a Barry Goldwater)
Gran viatger, Heinlein va circumnavegar el món diverses vegades i va visitar més de vuitanta països dels cinc continents, incloent-hi l'URSS i la Xina comunista durant la Guerra Freda.

### Càrrecs públics
A la dècada dels 60, va ser un dels signants d'un recurs a favor de la bomba atòmica, un tema que dividia la ciència-ficció estatunidenca de l'època i que li va valer crítiques per la seva «ambigüitat ideològica».
A la dècada de 1980, va ser un dels pilars de la «Citizen Council on Space Policy» que va originar la Iniciativa de Defensa Estratègica del president Ronald Reagan.

## Obra
Robert Heinlein ha publicat 32 novel·les, 59 novel·les curtes i 16 reculls.

### Novel·les
- Sixth Column / The Day after Tomorrow, 1941.
- Methuselah’s Children, 1941.
- Beyond this Horizon, 1942.
- Waldo, 1942
- Rocket Ship Galileo, 1947.
- Space Cadet, 1948.
- Satellite Scout / Farmer in the Sky, 1950.
- Planet in Combat / Between Planets), 1951.
- Red Planet, 1951.
- The Puppet Masters, 1951
- The Rolling Stones, 1952.
- Starman Jones, 1953.
- Assignement in eternity, 1953
- Star Lummox / The Star Beast, 1954.
- Tunnel in the Sky, 1955.
- Double Star, 1956.
- The Door into Summer, 1956.
- Time for the Stars, 1956.
- Citizen of the Galaxy, 1957.
- Have Spacesuit, will travel, 1958
- Starship Troopers, 1959. Adaptada al cinema per Paul Verhoeven amb el títol Starship Troopers (1997).
- Stranger in a Strange Land, 1961.
- Podkayne of Mars, 1962.
- Glory Road, 1963.
- Orphans of the Sky, 1963.
- The Moon is a Harsh Mistress, 1966.
- I will fear no Evil, 1970.
- Time Enough for Love, 1973.
- The Number of the Beast, 1979
- Friday, 1982.
- 'Job, a Comedy of Justice), 1984.
- The Cat who walks through Walls, 1985.
- To sail beyond the Sunset, 1987.
- The Pursuit of the Pankera, 2020 (novel·la pòstuma)

### Col·leccions originals

#### La història del futur

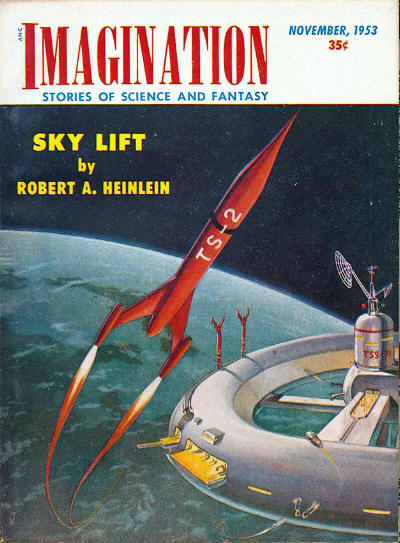
El nou Ascensor del cel de Heinlein a la revista Imagination (1953).

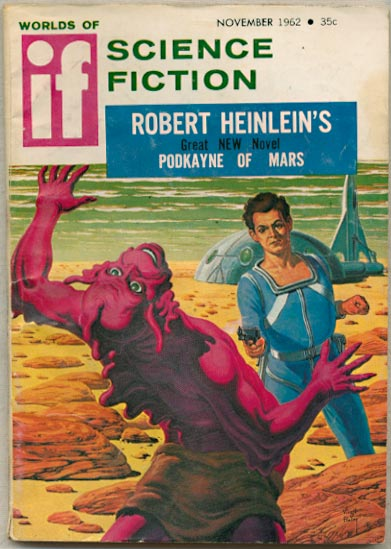
La novel·la Podkaine de Mart de Heinlein publicat en fragments a la revista If (1962). Portada de Virgil Finlay.

La història del futur és un cicle de contes i novel·les escrits per Heinlein principalment al començament de la seva carrera, entre 1939 i 1941 i després entre 1945 i 1950. Descriu un possible futur de la humanitat entre mitjan segle xx i principis del segle xxiii tractant-se principalment de la conquesta de l'espai, del qual intenta construir un desenvolupament «realista ».

## Adaptacions audiovisuals
L'obra literària de Robert Heinlein ha estat objecte de nombroses adaptacions a la pantalla.
El 1950, va participar en la creació de la pel·lícula Destination… Lune, dirigida per Irving Pichel i inspirada en el nou Rocket Ship Galileo publicat per Heinlein el 1947. Aquesta pel·lícula va exercir una profunda influència en el cinema de ciència-ficció gràcies al seu èmfasi en el realisme, especialment pel que fa a les escenes de caiguda lliure. Els efectes especials van guanyar un Oscar per a Lee Zavitz.
De la mateixa manera, la sèrie de ràdio i televisió Tom Corbett, Space Cadet, adaptada de la seva novel·la La Patrouille de l'espace publicada el 1948, és un dels primers serials d'aquest tipus.
- Els amos del món, pel·lícula de Stuart Orme (1995), inspirada en Human Puppets
- Starship Troopers: Les brigades de l'espai, de Paul Verhoeven (1997), inspirat en Starship Troopers
- Tom Corbett, Space Cadet, sèrie de televisió (i ràdio), inspirada en The Space Patrol
- Pel·lícula de predestinació de Michael i Peter Spierig, inspirada en You the zombies

## Arxiu personal
La Biblioteca de la Universitat de Califòrnia a Santa Cruz manté els Robert A. and Virginia G. Heinlein papers, una col·lecció d'arxius professionals i personals de l'autor, que inclou manuscrits de les seves obres, articles, correspondència, ressenyes de llibres, programes de televisió i ràdio, documents financers, i il·lustracions i fotografies.

## Comentaris
A la seva novel·la Revolta a la Lluna, Robert Heinlein esmenta l'adagi conegut per les seves sigles « TANSTAAFL» per «No hi ha res com un dinar gratuït». Aquest adagi, utilitzat per certs economistes ja als anys quaranta en la forma més gramatical «No hi ha… », vol dir que no tenim res per res. Una traducció literal a l'estil popular de la frase original seria: «No hi ha dinar gratuït».

## Honors

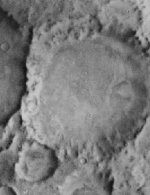
El crater Heinlein al planeta Mart (Promethei Terra).

### Premis
Robert Heinlein ha estat guardonat quatre vegades amb el premi Hugo a la millor novel·la i, a títol pòstum, tres premis «retro Hugo». També rep el premi inaugural Damon-Knight Memorial Grand Master Award.
- 1956: Premi Hugo a la millor novel·la per Doble estrella
- 1960: Premi Hugo a la millor novel·la per Starship Troopers
- 1962: Premi Hugo a la millor novel·la per En una terra estrangera
- 1967: Premi Hugo a la millor novel·la per Revolta a la Lluna
- 1975: Premi Gran Mestre Damon Knight Memorial
- 1977: Premi Inkpot
- 1985:
  - Premi Humanitari Bob Clampett
  - Premi Locus a la millor novel·la fantàstica per «feina»: Una comèdia de justícia
- 1998: Saló de la Fama del Museu de Ciència Ficció
- 2001:
  - Premi Hugo a la millor novel·la 1951 per Apple Trees in the Sky
  - Premi Hugo a la millor novel·la curta 1951 per L'home que va vendre la lluna
- 2016:
  - Premi Hugo a la millor novel·la curta 1941 per Si ha passat
  - Premi Hugo al millor relat 1941 per The Roads Must Roll

### Homenatges
- Un crater marcià porta el seu nom; un altre, a la Lluna, porta el d'un dels seus personatges, Rhysling .